# Plicofollis tenuispinis
Plicofollis tenuispinis és una espècie de peix de la família dels àrids i de l'ordre dels siluriformes.

## Morfologia
- Els mascles poden assolir 36 cm de longitud total.[6][7]

## Alimentació
Menja invertebrats i peixets.

## Hàbitat
És un peix demersal i de clima tropical que viu entre 20-50 m de fondària.

## Distribució geogràfica
Es troba des de Moçambic i el Golf Pèrsic fins a Sri Lanka.